# Okupacja (film 2011)
Okupacja – polski film z 2011 roku w reżyserii Carlosa Kasuskiego.

## Twórcy filmu
- Reżyseria: Carlos Kasuski
- Scenariusz: Carlos Kasuski
- Zdjęcia: Robert Mleczko

## Obsada
- Piotr Trojan, jako Piotrek
- Romuald Krężel, jako Romek
- Hubert Jarczak, jako Hubert
- Emilia Komarnicka, jako Magda
- Tomasz Ciachorowski, jako ministrant
- Stanisław Brudny, jako ksiądz
- Krzysztof Wieczorek, jako dziadek
- Lucjan Domagała, jako majster
- Julia Syrkiewicz, jako Łucja
- Marcelina Fabrowicz, jako opętana dziewczynka
- Sandra Tomalka, jako pielęgniarka

## Informacje dodatkowe
- Okres zdjęciowy: lipiec-maj 2009
- Plenery: Busko-Zdrój (lipiec-sierpień 2007), Warszawa (maj 2009)